# Mart (Texas)
Mart è un centro abitato degli Stati Uniti d'America situato nello Stato del Texas, tra la contea di Limestone e la contea di McLennan.
La popolazione era di 2.209 persone al censimento del 2010.

## Geografia fisica
Mart è situata a 31°32′34″N 96°49′52″W (31.542704, -96.831151).
Secondo lo United States Census Bureau, ha un'area totale di 1,3 miglia quadrate (3,50 km²).

## Società

### Evoluzione demografica
Secondo il censimento del 2000, c'erano 2.273 persone, 832 nuclei familiari e 550 famiglie residenti nella città. La densità di popolazione era di 1.692,0 persone per miglio quadrato (654,9/km²). C'erano 934 unità abitative a una densità media di 695,2 per miglio quadrato (269,1/km²). La composizione etnica della città era formata dal 68,28% di bianchi, il 27,54% di afroamericani, lo 0,48% di nativi americani, lo 0,04% di asiatici, il 2,46% di altre razze, e l'1,19% di due o più etnie. Ispanici o latinos di qualunque razza erano il 5,81% della popolazione.
C'erano 832 nuclei familiari di cui il 29,2% aveva figli di età inferiore ai 18 anni, il 45,8% aveva coppie sposate conviventi, il 17,3% aveva un capofamiglia femmina senza marito, e il 33,8% erano non-famiglie. Il 31,9% di tutti i nuclei familiari erano individuali e il 18,5% aveva componenti con un'età di 65 anni o più che vivevano da soli. Il numero di componenti medio di un nucleo familiare era di 2,53 e quello di una famiglia era di 3,21.
La popolazione era composta dal 31,1% di persone sotto i 18 anni, il 6,6% di persone dai 18 ai 24 anni, il 22,7% di persone dai 25 ai 44 anni, il 18,7% di persone dai 45 ai 64 anni, e il 20,9% di persone di 65 anni o più. L'età media era di 36 anni. Per ogni 100 femmine c'erano 85,4 maschi. Per ogni 100 femmine dai 18 anni in giù, c'erano 76,3 maschi.
Il reddito medio di un nucleo familiare era di 26.603 dollari e quello di una famiglia era di 33.203 dollari. I maschi avevano un reddito medio di 26.750 dollari contro i 19.784 dollari delle femmine. Il reddito pro capite era di 12.721 dollari. Circa il 15,9% delle famiglie e il 20,8% della popolazione erano sotto la soglia di povertà, incluso il 34,3% di persone sotto i 18 anni e il 7,7% di persone di 65 anni o più.